# Mosteiro de Garzê

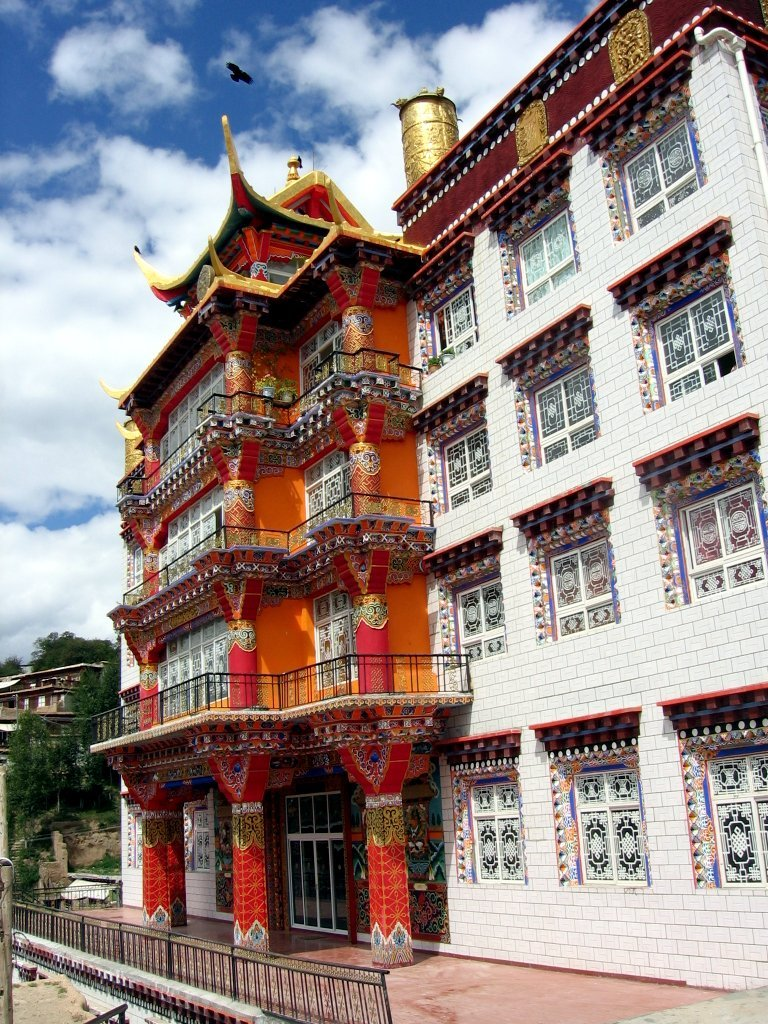
Fachada

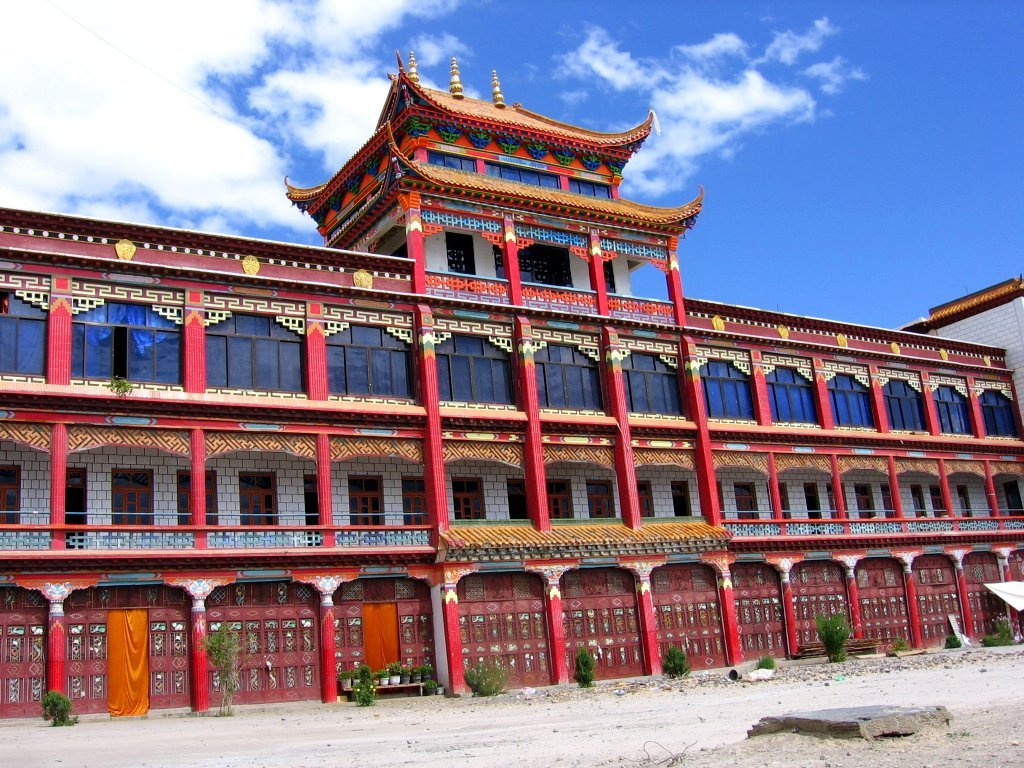
Fachada

O Mosteiro de Garzê', de Ganzi ou de Kandze está situada a 2 km ao norte da cidade de Garzê, no topo de uma colina com vista para a cidade, no Tibete.

## História
O mosteiro foi construído cerca de 1642 pelos mongóis khoshut [en] com vista para os seus castelos de Mazur e Khangsar. Na guerra de 1909-1918 os castelos foram ocupadas por tropas chinesas e estão agora em ruínas. O mosteiro já abrigou 1 500 monges tornando-se, com o mosteiro de Chamdo, o maior na região de Kham. O circuito de peregrinação ao redor dele era de quase oito quilômetros de extensão.
Ele foi amplamente renovado desde 1981 e agora abriga cerca de 700 monges, incluindo três tulkus, um dos quais voltou da Suíça e estabeleceu uma escola para meninas.